# ريزاتريبتان
ريزاتريبتان ويُباع تحت الاسم التجاري ماكسَلت وغيره، هو دواء يستخدم لعلاج الصداع النصفي. يجب استخدامه بمجرد أن يبدأ الصداع. يؤخذ عن طريق الفم.
تشمل الآثار الجانبية الشائعة ألم الصدر والدوخة وجفاف الفم والخدران. قد تتضمن الآثار الجانبية الأخرى احتشاء عضلة القلب، والسكتة الدماغية، وارتفاع ضغط الدم، ومتلازمة السيروتونين، والتأق. قد يؤدي الاستخدام المفرط إلى الصداع الناتج عن الاستعمال المفرط للأدوية. لا ينصح باستخدامه أثناء الحمل ولا ينصح بالرضاعة الطبيعية إلا بعد 24 ساعة من تناول الجرعة. ينتمي هذا الدواء لمجموعة التريبتانات ويعمل عن طريق تنشيط مستقبلات 5-HT1 [الإنجليزية].
حصل دواء ريزاتريبتان على براءة اختراع في عام 1991، ثم دخل حيز الاستخدام الطبي في عام 1998. وهو متاح كدواء عام. في عام 2017، كان الدواء رقم 204 الأكثر شيوعًا في الولايات المتحدة، مع أكثر من مليوني وصفة طبية.

## الاستخدامات الطبية
يُستخدم ريزاتريبتان لعلاج نوبات الصداع النصفي الحادة مع أو بدون الأورة. وهو ليس علاجًا نهائيًا للصداع النصفي بحيث لا يمكنه منع آلام الصداع النصفي التي قد تحدث مرة أخرى. وجدت مراجعة أجريت عام 2010 أن ريزاتريبتان أكثر فعالية و مقبولية من سوماتريبتان.

## موانع
يمكن أن يسبب ريزاتريبتان وأدوية التريبتان الأخرى تضيق الأوعية، يمنع استخدامه للأشخاص الذين يعانون من أمراض القلب والأوعية الدموية.

## الآثار السلبية
الآثار الجانبية المتكررة (الحدوث أقل من 10%) هي الدوخة والنعاس والوهن/التعب والغثيان. كانت التجارب السريرية السلبية عادةً خفيفة وقصيرة الأمد (2-3 ساعات).

## التفاعلات
- بروبرانولول [9]

## آلية العمل
يعمل ريزاتريبتان كمحفز لمستقبلات السيروتونين 5-HT 1B و5-HT 1D. مثل غيرها من أدوية التريبتان سماتربتان وزولميتريبتان، يُحفز ريزاتريبتان على تضيق الأوعية عن طريق تثبيط إطلاق الببتيد المرتبط بجين الكالسيتونين من الخلايا العصبية الحسية في العصب الثلاثي التوائم.

## المجتمع والثقافة
عادةً ما يُستخدم بوصفة طبية باستثناء البرازيل. [بحاجة لمصدر]

### الأسماء
تشمل الأسماء التجارية بيزاليف، ريزالت، ريزاكت (الهند) وماكسلت. [بحاجة لمصدر]

## وصلات خارجية
- "بنزوات ريزاتريبتان". بوابة المعلومات الدوائية. المكتبة الوطنية الأمريكية للطب. مؤرشف من الأصل في 2021-07-17.